# Енді Голмс
Енді Голмс  (англ. Andy Holmes, 15 жовтня 1959) — британський веслувальник, олімпійський чемпіон.

## Виступи на Олімпіадах
| Олімпіада         | Дисципліна                      | Місце |
| ----------------- | ------------------------------- | ----- |
| Лос-Анджелес 1984 | четвірка розстібна зі стерновим | 1     |
| Сеул 1988         | двійка розстібна без стернового | 1     |
| Сеул 1988         | двійка розстібна зі стерновим   | 3     |

## Зовнішні посилання
- Досьє на sport.references.com [Архівовано 5 червня 2010 у Wayback Machine.]

1. ↑  Andrew J. Holmes
2. ↑  http://www.telegraph.co.uk/sport/othersports/rowing/8085038/Olympic-rowing-champion-Andy-Holmes-dies-aged-51.html
3. ↑  Find a Grave — 1996.
4. ↑  Andy Holmes